# Christopher Hooley
Pour les articles homonymes, voir Hooley.
Christopher Hooley (né le 7 août 1928 à Édimbourg et mort le 13 décembre 2018) est un mathématicien britannique qui travaillait dans le domaine de la théorie analytique des nombres.

## Biographie

### Formation et carrière
Christopher Hooley a obtenu son doctorat en 1958 sous la direction d'Albert Ingham à l'université de Cambridge avec une thèse intitulée « Some Theorems in the Additive Theory of Numbers ». En 1974, il a reçu son Sc. D. à l'université de Cambridge. Il est jusqu'à sa retraite, professeur à l'Université de Cardiff et là par intermittence, directeur de la faculté de mathématiques pures. Il a été, à plusieurs reprises, chercheur à l'Institute for Advanced Study (1970-1971, 1976, 1977).

### Travaux
En 1967, Christopher Hooley démontra la conjecture d'Artin sur les racines primitives en se basant l'hypothèse de Riemann généralisée, dont la véracité n'est pas à ce jour établie. La conjecture d'Artin énonce que des nombres entiers, qui ne sont pas des carrés, et différents de -1, sont des racines primitives modulo un nombre infini de nombres premiers. La conjecture est toujours ouverte.
Il est l'un des pionniers en théorie analytique des nombres à appliquer la résolution par Deligne des conctures de Weil à des problèmes en théorie des cribles et sur les équations diophantiennes. 
En 1988, il a prouvé la validité du Principe de Hasse (Principe local-global), pour des formes cubiques non-singulières d'au moins 9 variables. Le principe énonce que, hors de la solubilité dans les réels, et les nombres p-adiques (localement), la solubilité dans les nombres rationnels s'ensuit (global). Pour les formes quadratiques, c'est vrai (Ensemble de Hasse-Minkowski), mais pour les formes cubiques ce ne l'est pas dans tous les cas.
Il est également réputé pour sa série encyclopédique de 19 articles sur le théorème de Barban-Davenport-Halberstam.

## Prix et distinctions
À Cambridge, Christopher Hooley a remporté le prix Adams en 1973. En 1983, il a été élu fellow de la Royal Society. En 1980, il a reçu le Prix Berwick Senior de la London Mathematical Society. En 1983, il a prononcé une conférence en séance plénière lors du Congrès international des mathématiciens à Varsovie (Some recent advances in analytic number theory) après avoir déjà été en 1974 conférencier invité à celui de Vancouver (The distribution of sequences in arithmetic progressions). Il est également membre fondateur de la Learned Society of Wales (en).

## Publications
- (en) Applications of sieve methods to the theory of numbers, Cambridge Tracts, vol. 70, Cambridge University Press, 1976.
- (en) On a problem of Hardy and Littlewood.
- (en) On polynomials that are sums of two perfect qth powers.
- (en) On the Barban-Davenport-Halberstam theorem.
- (en) On the representation of numbers by quaternary and quinary cubic forms : I.
- (en) Recent progress in analytic number theory.
- (en) On the representation of a number as a sum of four cubes I, and II, Proc. London Math. Soc. (3), 36 (1978), p. 117-140 ; J. London Math Soc. (2), 16 (1977), p. 424-428.
- (en) On a new technique and its applications to the theory of numbers, Proc. London Math. Soc. (3), 38 (1979), p. 115-151[3].